# 中国妇女参政权
中国妇女参政权，于20世纪30至40年代逐步获得法律上的依据，现今在中国大陆地区，与男性参政权一道，仍处于较匮乏的状态中。

## 起源

### 清末至北洋时期
中国最初的现代选举制度起源于咨议局选举。咨议局的选举对选举人有较复杂的条件限制，全国合格选民仅为人口百分之0.42%，只有男性可以获得选举权与被选举权。1911年辛亥革命爆发，胡汉民、陈炯明在广东成立广东军政府，作为男性，胡汉民、陈炯明支持女性参政，因此在确立广东省《临时省议会选举法》后，广东省议会有10个席位分配给了女性。当选女议员包括：
庄汉翘（同盟会选区代表，同盟会炸弹队队长，曾刺杀清将军凤山）、伦耀华（东莞人，北京大学教授伦明之妹）、易粤英（被称为议会之花）、李佩兰（华侨选区代表）、文翔凤（学界选区代表，女子师范学堂毕业）、张沅、廖冰筠、邓惠芳、汪兆锵、黎金庭。
另外，黎金庭还被任命为宝安县县长。
尽管如此，辛亥革命期间，女性参政权只在广东一省显立新风，当时男性主导的中国社会在全国范围内并不能广泛的接受女性参政权。尽管辛亥革命有秋瑾一类的女性牺牲者，以及浙江的女子策进会、湖南的女国民会、广东的女权研究社等一系列女性运动社团，但辛亥革命并未为女性争取到参政权。《中华民国临时约法》未明确男女平权条文，中华同盟会改组成国民党时亦迫于内部压力，取消“男女平权”政纲，中华民国女子参政同盟会会长唐群英在改组会上痛斥宋教仁，并给宋教仁、林森各扇了一耳光。最终，孙文给唐群英写信称“今日女界宜专由女子发起女子之团体，提倡教育，使女界知识普及，力量乃宏，然后始可与男子争权，则必能得胜也。……切勿依赖男子代为出力，方不为男子所利用也。”此后，唐群英态度转变，拜访宋教仁、林森，为失礼致歉。此后，她在北京设立了女子参政同盟会本部，自任总理，并与沈佩贞、王昌国等人一同设立女厂、女校、女报。她恳劝女性运动领袖不要再在国民党内部纠缠，而应和国民党的男性一道与袁世凯斗争。
此后的1912年间，女子参政同盟会在女性参政权法律上的斗争失败，《众议院选举法》和《参议院选举法》均只赋予男性选举权与被选举权，伴随着中华民国国家法律的确立，各省县地方议会也都跟随国家法律将选举权和被选举权限定在男性范围内，包括此前曾选出10名女性议员的广东省。此后中国政治局势动荡不断，既有中央政府统治达地方时期，又有地方主张省宪自治时期。无论系遵循中央法规，还是盛兴省宪自治风潮，女性仅偶有几个当选地方议员的特例，如王昌国当选过湖南省议员。

### 北伐与国民政府
1926年起，国民党重整力量，与共产党合作发动北伐。北伐又称国民大革命，宣传比北洋政府更进步主义的理念，尤其是在与共产党合作下对劳工权益与农民权益的重视。在男女平等方面亦然。且当时国民党中执委、候补中执委已有女性进入（何香凝、邓颖超），共产党候补中执委亦曾有女性党员（向警予）。
最终，北伐成功，国民政府开始训政时期。1931年，《中华民国训政时期约法》施行，训政时期约法正式规定“中華民國國民無男女、種族、宗教、階級之區別，在法律上一律平等。”第一次在国家宪法和法律上明确了男女平等的原则。然而，该法规定，“訓政時期由中國國民黨全國代表大會代表國民大會行使中央統治權。中國國民黨全國代表大會閉會時，其職權由中國國民黨中央執行委員會行使之。”因此中国国民无论男女，在国家政治权力方面仍无法直接参与。但中国国民党党章此时确系男女平等，再无性别歧视条文。
此后，在中国的地方性选举中，女性在法律上逐渐获得了与男性同等的选举权与被选举权。1939年9月，随着新县制的施行，《县各级组织纲要》规定：“中华民国人民，无论男女在县区住居六个月以上，或有住所达一年以上，年满二十岁者，为县公民，有依法行使选举、罢免、创制、复决之权。”明确了地方选举女性的选举权与被选举权。

### 苏区政府
在国民党统治力量以外，由中国共产党控制的中华苏维埃共和国也以提倡男女平等而闻名。1931年与《训政约法》同时通过的，还有经中華蘇維埃第一次全國代表大會通过的《中華蘇維埃共和國憲法大綱》，其中亦规定“在蘇維埃政權領域內的工人，農民，紅軍兵士及一加勞苦民眾和他們的家屬，不分男女，種族（漢，滿，蒙，回，藏，苗，黎和在中國的臺灣，高麗，安南人等），宗教，在蘇維埃法律前一律平等，皆為蘇維埃共和國的公民，為使工農兵勞苦民眾真正掌握著自己的政權，蘇維埃選舉法特規定：凡上述蘇維埃公民在十六歲以上皆享有蘇維埃選舉權和被選舉權，直接選派代表參加各級工農兵會議（蘇維埃）的大會，討論和決定一切國家的地方的政治事務”。

### 宪政施行
1945年抗日战争胜利，以国共两党为首的中国各政治团体开始着手重建国家，而宪法的订立与宪政的施行已然在抗战结束前便成为朝野共识。1946年的制宪国民大会中为妇女保障了20名名额。新宪法于1948年施行，最终亦如训政约法一般明确保障了妇女的参政权。
依据新宪法普选的第一届国大，除一般选区女性有选举权与被选举权，且许多女性国大代表当选外，更是特别设立了许多专门的女性名额。其中，职业团体中，农会选区有妇女保障名额14名；工人团体选区有妇女保障名额10名；商业团体选区有妇女保障名额4名（实选出3名，无递补候补名额）；工矿团体选区有妇女保障名额3名（实选出2名，无递补候补名额）；新闻记者团体选区有妇女保障名额4名；律师团体选区有妇女保障名额3名；技师选区有妇女保障名额2名；会计师公会选区有妇女保障名额1名；中医师选区、医师选区各有妇女保障名额2名；助产士及护士选区的1名席位亦事实上是妇女保障名额。职业团体外，更是特别设立妇女团体选区，定额168名，其中，由于西藏特别的自治政情，导致中华民国宪法的男女平等条文事实上无法在西藏生效，而西藏内部尚施行男女不平等的制度，女性不得参政，因此妇女团体选区中的西藏选区2名名额中只选出1名，即实选出167名。
依据新宪法普选的第一届立法院，除一般选区女性有选举权与被选举权，且许多女性立法委员当选外，更是特别设立了许多专门的女性名额。其中，地方选举中，四川选区有妇女保障名额5名；山东选区有妇女保障名额4名；江苏选区、湖南选区、河北选区、河南选区、广东选区各有妇女保障名额3名；浙江选区、安徽选区、江西选区、湖北选区各有妇女保障名额2名；陕西选区、甘肃选区、福建选区、广西选区、云南选区、贵州选区各有妇女保障名额1名。职业团体选举中，农会选区有妇女保障名额2名；工人团体选区有妇女保障名额3名；教育会选区有妇女保障名额2名。
依据新宪法间接选举的第一届监察院，二十九个省选区事实上均保障了一名女性名额。
然而，由于国共内战，两岸分治，两岸的女性选举权情况走向了分离而又近似的历史状况之中。

## 中国大陆

### 政协时期和行宪初期

#### 国家公职
1949年，中华人民共和国成立，两岸分治开始。起到临时宪法作用的《共同纲领》规定“中華人民共和國廢除束縛婦女的封建制度。婦女在政治的、經濟的、文化教育的、社會的生活各方面，均有與男子平等的權利，實行男女婚姻自由。”明定了性别平等制度。此后的《中华人民共和国宪法》亦规定“中華人民共和國年滿十八歲的公民，不分民族、種族、性別、職業、社會出身、宗教信仰、教育程度、財產狀況、居住期限，都有選舉權和被選舉權。……婦女有同男子平等的選舉權和被選舉權。”更加强调了性别平等政策。《1975年宪法》删去了对公民权利的详细描述，但仍规定“妇女在各方面享有同男子平等的权利。”《1978年宪法》规定“妇女在政治的……各方面享有同男子平等的权利。”现行《八二宪法》规定“中华人民共和国年满十八周岁的公民，不分民族、种族、性别、职业、家庭出身、宗教信仰、教育程度、财产状况、居住期限，都有选举权和被选举权；……中华人民共和国妇女在政治的……各方面享有同男子平等的权利。国家……培养和选拔妇女干部。”均在宪法层面确立了性别平等的原则。
中华人民共和国甫一建立，政协便选举出1名中央人民政府副主席（中华民国国父孙文在世时的妻子宋庆龄）及2名中央人民政府委员（何香凝、蔡畅）。政协中也有1名常务委员（邓颖超），还为女性留出妇联选区的15名女性保障名额。政务院在这一时期还有3名阁员，分别是司法部部长史良，卫生部部长李德全（冯玉祥第二任妻子），及华侨事务委员会主任委员何香凝。
第一届人民代表大会，则经各省人民代表大会选举，产生了女性代表147人，占代表总数的11.99%；它的常务委员会，则有1名副委员长（宋庆龄），3名委员（许广平、何香凝、蔡畅），共计4人，占常务委员会成员总数的5%。第一届国务院，此前的史良、李德全、何香凝均留任原职，此外从监察委员会改建的监察部的第一任部长也由女性出任，即钱瑛任部长。第二届政协改选以后也有2名副主席（宋庆龄、何香凝）、3名常务委员（史良、李德全、许广平），此后又补选1名常务委员（刘王立明）。“妇女能顶半边天”的说法开始在中国社会上流传开来。

#### 中共党职
但是，如同中华民国大陆时期实际上是国民党一党专政、蒋介石一人独裁一样，中华人民共和国并不是以民主选举为主导的，而是以共产党的领导为主导的。中国共产党在建立之初，其纲领便保障了男女平等，规定“凡承认本党纲领和政策，并愿成为忠实党员的人，经党员一人介绍，不分性别、国籍，均可接收为党员，成为我们的同志。”自二大至六大，中国共产党章程一直规定“本党党员无国籍性别之分”。六大以后，中国共产党章程与各项党内规章均无任何对女性的特别限制。中共中央第二、三届（1922.7—1923.6，1923.6—1925.1）有1名女性候补委员（向警予）；中共中央第五届（1927.5—1928.7）有1名（3.23%）女性委员（杨之华），1名（7.14%）女性候补委员（王亚璋），合4.44%；中共中央第六届（1928.7—1945.6）有1名（4.35%）女性委员（张金保），2名（15.38%）女性候补委员（徐兰芝、周秀珠），合8.33%，其中徐兰芝后增补为中央委员，至七大开幕时，仍在职的22名中央委员中，张金保仍在职，即为4.55%；建国前夕至人民共和国早期的中共中央第七届（1945.6-1956.9）有1名（2.27%）女性委员（蔡畅），2名（6.06%）女性候补委员（邓颖超、陈少敏），合3.90%，2名女性候补委员后全被增补为中央委员。
中共早期作为地下政党，由于经常会参与反对北洋政府甚至意图颠覆北洋政府的游行、罢工、暴动、哗变等行动，党史保存环境不稳定，早期全会代表与会名单难以确定。最早可以确认有女性正式成员与会的中共全会是中共五大，有15名女性代表（蔡畅、陈碧兰、雷晓晖、李沐英、李文宜、区梦觉、王根英、王亚璋、吴澄、向警予、杨之华、张金保、赵世兰、周秀珠、周治中），其中有2名是列席代表。

#### 军职

李贞被授予少将军衔

中华人民共和国开国授勋时，无女性元帅，女性将军亦只有1人，即少将李贞。

#### 其他社会团体
中华全国妇女联合会，创立于1949年，时称中华全国民主妇女联合会旨在捍卫妇女权益、促进男女平等、维护少年儿童权益。

### 大跃进与文化大革命时期
文化大革命时期，女性对社会运动的参与程度大幅上升。江青是中央文革小组的副组长，在文化大革命中处核心地位。北京造反派五大领袖中有两个亦是女性（以破坏曲阜孔庙闻名的北师大谭厚兰和号称北大破鞋的聂元梓）。然而，这一期间，中国正常政治秩序遭到严重破坏，无论普通中国男性还是普通中国女性，事实上都无正常的参政权。